# ニセハナマオウカマキリ
ニセハナマオウカマキリ（学名：Idolomantis diabolica、英語: devil's flower mantis）は、カマキリ目ヨウカイカマキリ科の昆虫。最大で13cmほどに達し、世界最大級の花カマキリ。

## 分布
中央アフリカから南アフリカにかけて分布。原産地はエチオピア、ケニア、マラウイ、ソマリア、タンザニア、南スーダン、ウガンダなど。

## 形態・生態
体長は成虫のオスで体長約100ミリメートル、メスは約130ミリメートルほど。アフリカに生息するカマキリの中でも、特に大型の美麗種であり、世界最大のカマキリの一種。また、花に擬態するカマキリの中では世界最大のものと思われる。成虫は、黄緑や鮮やかなワインレッドなど、まるでアニメなどに登場する怪物のような派手な体色をしており、和名の通り魔王のような外見。体は、他のヨウカイカマキリ科と類似しているが、本種は、花に上手く擬態するため、他の種と比べて極めて鮮やかな体色を持っている。オスの触覚は、メスよりも長く発達する。他のカマキリと同様、捕食者と出会うと、羽と前足を広げ、威嚇体制となり、体を大きく見せたり、捕食者を驚かせたりして、混乱させる。同色の花などの中で擬態し、付近によってきたチョウなどを鎌で捕食する、ハナカマキリなどと似た習性を持つ種類。幼虫は対照的に枯れ葉のような体色であり、この頃は枯れ葉に擬態して、同じ行動を行う。また、このカマキリは、自然の害虫なども捕食すると言われている。こちらも他のカマキリと同様、共食いをする性質を持つ。交尾の際は、メスは腹部の最上部を露出させる。しかし、このときにも、両者の捕食本能は働いているため、多くの場合、交尾の直後や直前、または最中に、オスより体の大きいメスが、オスを捕食してしまう。メスは、50から100の卵鞘を茎に産み付ける。詳しい生態は分かっていない。
また、この種は、発見事例が極めて少ないため、かなり個体数が少ないと見られる。これらのことは、他のヨウカイカマキリと同様、生息域が断片化されていることが主な原因と思われる。